# Намік Докле
Намік Докле (алб. Namik Dokle; нар. 11 березня 1946, Дуррес) — албанський журналіст і політик.

## Життєпис
У 1947 році його родина переїхала до села Бор'є, а у 1959 — до Кукеса. У 1970 році він закінчив хімічний факультет Сільськогосподарського університету Тирани, також навчався на факультеті журналістики Тиранського університету. Він продовжував свої дослідження в Університеті Комплутенсе у Мадриді.
Після отримання освіти почав працювати журналістом у газеті Puna, у 1983–1989 роках був її головним редактором. З 1990 по 1991 — редактор журналу Zëri i popullit.
До 1991 він був членом Албанської партії праці. У 1991 році він перейшов до Соціалістичної партії Албанії, рік по тому став заступником її голови. У 1999 році був призначений генеральним секретарем СПА.
Член Народних зборів Албанії з 1991 року. У 1997 році він був обраний віце-спікером парламенту, а у 2001 році його головою. У третьому уряді Фатоса Нано (2002–2005) обіймав посаду заступника прем'єр-міністра.
Одружений, має трьох дітей. Вільно володіє іспанською, французькою та російською мовами.